# Kaplan International Colleges
Kaplan International Colleges je sesterskou firmou vzdělávací společnosti Kaplan, Inc. Firma má centrálu v Londýně a byla založena roku 1967. Kaplan International Colleges poskytuje jazykové kurzy, přípravu na univerzitu a příptavu na jazykjové zkoušly ve 42 lokalitách po celém světě. Kurzy jsou vyučovány v centrech měst, univerzitních kampusech a online. KIC je dceřinou společností Washington Post Company.

## Historie
V roce 2007 firma Kaplan Inc. Odkoupila společnost Aspect Education, Britskou společnost založenou roku 1967. Aspect education poskytovala přípravu na zkoušky a přípravné kurzy na univerzitní studium. Aspect se zkombinoval s existující divizí firmy Kaplan, poskytující jazykové vzdělávání, a v roce 2007 byla založena firma Kaplan Aspect.
V roce 2010 Kaplan Aspect a Kaplan International Colleges, přidružená firma poskytující přípravu na studium na Britských univerzitách, byly sloučeny pod společným jménem Kaplan International Colleges.
V roce 2012, Kaplan International Colleges odkoupila dvě mezinárodní studentské personální agentury, BEO Limited v Japonsku a Hands on Education Consultants v Thajsku. Generální ředitel firmy Kaplan, Davis Jones, byl jmenován ředitelem všech mezinárodních programů (studenti cestující za studiem), a také za Asijskou část Pacifiku po odchodu Marka Cogginse, dřívějšího generálního ředitele Kaplan Asia Pacific.

## Školy
Kaplan International Colleges vlastní 42 škol "English as a foreign language" a "EAP" škol v 8 zemích. Nacházejí se v následujících lokalitách:
- Austrálie: Brisbane, Cairns, Manly, Perth, Sydney
- Kanada: Toronto a Vancouver
- Anglie: Bath, Somerset Bournemouth, Cambridge, London Covent Garden and Leicester Square, Manchester, Oxford, Salisbury and Torquay
- Nový Zéland: Auckland a Christchurch
- Irsko: Dublin
- Skotsko: Edinburgh
- Spojené státy: Berkeley, Kalifornie, Boston, Harvard Square a Northeastern University, Chicago a Illinois Institute of Technology, Westwood, Los Angeles, Whittier College, Miami, Midtown Manhattan, East Village, Manhattan, Empire State Building, Philadelphia, Portland, Oregon, San Diego, San Francisco, Santa Barbara, Seattle, Seattle Highline Community College a Washington, D.C.

## Kurzy angličtiny
Kaplan International Colleges poskytuje širokou nabídku kurzů angličtiny různé délky a intenzity. KIC také poskytuje přípravu na zkoušky TOEFL, IELTS, FCE, CPE a CAE. Studenti se také mohou zapsat na odbornou stáž či placenou práci v průběhu studia.

### Ostatní jazyky
KIC také nabízí krátkodobé či dlouhodobé kurzy v Číně, Dominikánské Republice, Francii, Německu, Itálii, Maltě, Mexiku, Rusku a Španělsku skrze partnerské školy.

## Univerzitní programy
Kaplan International také nabízí programy pro studenty univerzitních programů ve Velké Británii. Úspěšné ukončení kurzu garantuje přijetí na jednu z více než 1000 univerzitních programů v následujících partnerských univerzitách:
- Bournemouth University
- City University London
- Cranfield University
- Nottingham Trent University
- University of Brighton
- University of Glasgow
- University of Liverpool
- University of Sheffield
- University of Westminster
- University of the West of England

## Ubytování
Kaplan International Colleges nabízí ubytování v hostitelské rodině, studentské rezidenci a ubytování na univerzitních kampusech.

## Akreditace
- Kaplan International Colleges má akreditace pro výuku angličtiny po celém světě:
- Austrálie: NEAS
- Kanada: CAPLS
- Irsko: ACELS
- Nový Zéland: NZQA
- UK: British Council BAC akreditace pro bakalářské, magisterské a DiS programy.
- USA: ACCET